# Kongefamilien paa Sorgenfri
|  | Denne artikel er oprettet af botten Steenthbot ud fra en ekstern database. Den kan derfor have sproglige fejl eller mangler. Denne skabelon kan fjernes efter kontrol af indholdet. |

Kongefamilien paa Sorgenfri er en dansk dokumentarisk optagelse fra 1941.

## Handling
Hele kongefamilien filmet i haven bag Sorgenfri slot. Prinsesse Elisabeth, Prinsesse Margrethe og Prins Ingolf. Børnene ses gående og på skødet af Dronning Alexandrine. Prins Knud sidder i en balje. Dronning Alexandrine fotograferer og Kronprins Frederik smalfilmer.